# Stenström & Co
Stenström & Co, senare kallad Stenström / Red Cell, var en svensk reklambyrå i Stockholm.
Byrån grundades 1989 av Greger Stenström, Bertil Åström och Nils-Erik Lyberg. Under år 2000 påbörjade Framfab ett avbrutet förvärv av byrån.
År 2004 såldes Stenström & Co till WPP som valde att integrera byrån i sitt nätverk Red Cell. Byrån fick därmed namnet Stenström / Red Cell. Samtidigt bytte även Bates Sweden i Helsingborg namn till Bates / Red Cell. Svenska Bates vd Sten Andersen tog över som vd för Red Cell i Sverige. Bates i Helsingborg avvecklades under 2009.
Stenströms var under lång tid reklambyrå för Audi i Sverige, Bregott, Svenskt smör, Arla, JO-bolaget, KappAhl, Svenska Spel, Kungsörnen, Norrmejerier och Vin&Sprit. För Bregott utvecklade man reklamkonceptet "Bregottfabriken" som lanserades 1995 och kom att överleva byrån.
Med tiden tappade byrån flera kunder, bland annat Audi som bytte byrå i slutet av 2011. Under 2013 avvecklades byrån efter att omsättningen minskat under en tid.

## Källhänvisningar
1. ↑  ”Till minne av Nisse Lyberg”. Nota Bene. 21 oktober 2012. http://blogg.notabene.se/?p=1286.
2. ↑  ”Framfab avbryter förvärv av Stenström & Co.”. Framfab. 17 november 2000. http://feed.ne.cision.com/wpyfs/00/00/00/00/00/01/71/31/bit0002.pdf.
3. ↑  ”WPP köper Stenströms”. Resumé. 2 mars 2004. Arkiverad från originalet den 13 februari 2015. https://web.archive.org/web/20150213101051/http://www.resume.se/nyheter/2004/03/02/wpp-koper-stenstroms/.
4. ↑  ”Bates i ny skepnad”. Helsingborgs Dagblad. 5 mars 2004. http://www.hd.se/nyheter/ekonomi/2004/03/05/bates-i-ny-skepnad/.
5. ↑  ”Bates avvecklas”. Resumé. 20 oktober 2009. Arkiverad från originalet den 24 april 2013. https://web.archive.org/web/20130424042947/http://www.resume.se/nyheter/reklam/2009/10/20/bates-avvecklas/.
6. ↑  ”Framfab köper reklambyrån Stenström & Co.”. Framfab. 12 september 2000. http://feed.ne.cision.com/wpyfs/00/00/00/00/00/01/44/75/bit0002.pdf.
7. ↑  ”Stenström/Red Cell – från vaggan till graven”. Resumé. 8 augusti 2013. Arkiverad från originalet den 10 augusti 2013. https://web.archive.org/web/20130810191122/http://www.resume.se/nyheter/media/2013/08/08/stenstromred-cell-fran-vaggan-till-graven/.